# Obří skály
Obří skály (1084 m n. m.) jsou rozsáhlým skalním útvarem, ležícím zhruba 7 km jihozápadně od města Jeseníku, v blízkosti vrcholu hory Šerák. Jako takové jsou součástí pohoří Hrubý Jeseník a zároveň jsou pojaty do rozsáhlého ochranného celku Chráněné krajinné oblasti Jeseníky. Z vrcholu Šeráku se k nim dá dostat po modré značce – strmým lesním sestupem (blíže viz odstavec Přístup). Dříve uváděná výška 1082 m n. m. je výškou geodetického bodu.

## Popis
Seskupení skal je mohutným, 10–16 m vysokým mrazovým srubem, jež leží na severozápadním hřebeni Šeráku. Vrch i skály jsou významnou zdejší krajinnou dominantou. Až do konce 70. let 20. století však byly Obří skály po dlouhá desetiletí zakryty vzrostlým lesem, který však zničila větrná smršť. Díky této přírodní katastrofě se odkryl po dlouhé době skrytý pohled na tyto  skalní bloky a svahy v jejich okolí.
Skály jsou tvořeny staurolitickým svorem, díky jehož zvětrávání vznikly zajímavé tvary: skalní hřiby, žlábky a pokličky či skalní okno. Obří skály jsou dobře viditelné ze širokého okolí, a zároveň poskytují nádherný rozhled do údolí Jeseníku (řeky Bělé), na Rychlebské hory či do sousedního Polska na Otmuchowská jezera.
Podle pověsti má vznik skalního bloku na svědomí obr Amík. Ten se vsadil s obrem ze sousedství, že dál dohodí obrovský skalní blok. Amík hodil skálu daleko, ale jeho soused hodil ještě dále, a tak Amík v roztrpčení alespoň rozťal skalisko vedví…

## Přístup
Na Obří skály se dá vystoupat cca 4 km dlouhým úsekem z horského střediska Ramzová, a to po zelené  turistické stezce kolem lanovky na Šerák a dále lesnatým údolím Vražedného potoka. Ten má jméno z doby smutné třicetileté války, kdy se ve zdejších lesích pod Šerákem schovávalo obyvatelstvo z kolštejnského panství (dnešní nedaleká Branná). Bylo však švédskou soldateskou vypátráno a mnoho lidí zde přišlo o život. Kolem skal vede také modrá  turistická značka z Lipové na Šerák.

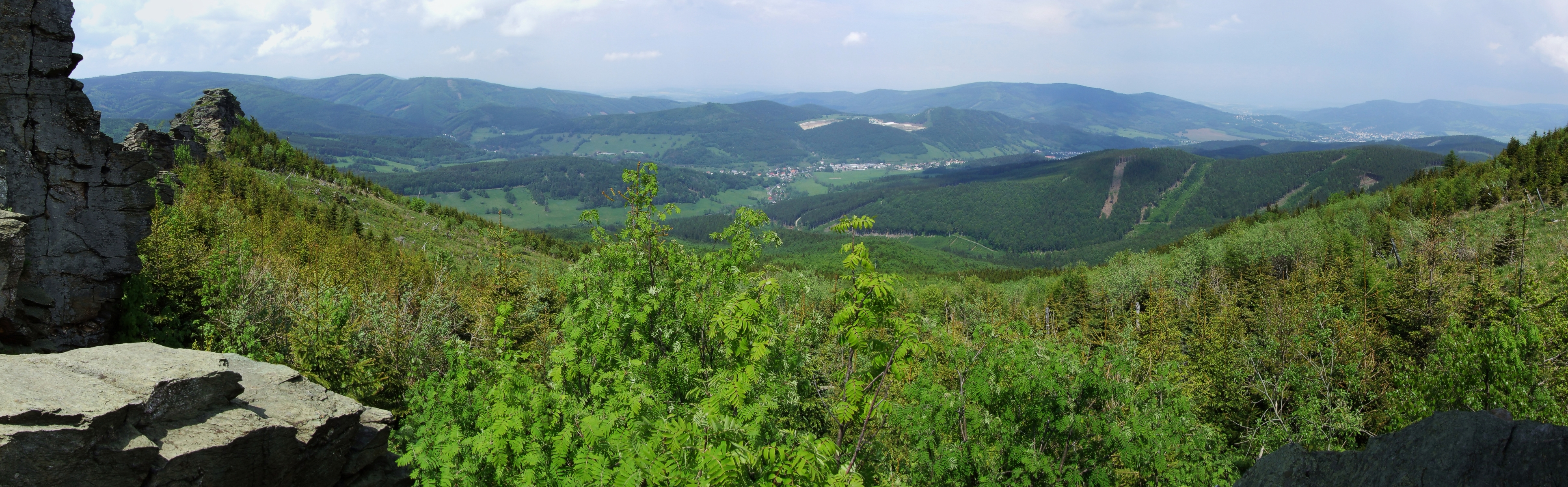
Pohled z Obřích skal na Lipovou-lázně a Jeseník